# NGC 4168
NGC 4168 é uma galáxia elíptica (E2) localizada na direcção da constelação de Virgo. Possui uma declinação de +13° 12' 16" e uma ascensão recta de 12 horas, 12 minutos e 17,2 segundos.
A galáxia NGC 4168 foi descoberta em 8 de Abril de 1784 por William Herschel.